# Черепаха (САУ Навроцкого)
Черепаха (Улучшенная черепаха) (САУ Навроцкого) — проект тяжёлой САУ, которую сам изобрел, инженер Навроцкий, охарактеризовал как «Подвижную батарею». Наряду с САУ Дриженко один из первых проектов САУ.

## История создания
В ходе Первой мировой войны российские инженеры и конструкторы зачастую составляли различные проекты танков. Особенно оригинальным был проект инженера Навроцкого «Подвижная батарея Улучшенная Черепаха», представленный в начале 1917 года. Данный проект отличался от других схожих проектов оригинальной ходовой частью, состоявшей из одного ведущего сферического катка и двух дополнительных колес меньшего диаметра. Несмотря на схожесть с проектом Лебеденко, Навроцкий не знал о построенном колесном танке Лебеденко, и о результатах его испытаний.

## Описание конструкции

### Броневой корпус и башня
О предполагавшемся бронировании «Черепахи» практически неизвестно. Известно, что она не была многобашенной установкой, что сильно снижало её уязвимость.

### Вооружение
Особенно отличительным от других проектов было предполагаемое вооружение «Черепахи». По замыслу создателя подвижная батарея должна была вооружаться двумя 203-мм гаубицами, двумя 152,4-мм пушками, восемью 76,2-мм пушками и десятью 7,62-мм пулеметами. Вооружение размещалось по бортам корпуса, в верхней башне и двух бортовых спонсонах, что придавало «подвижной батарее» ещё большую схожесть с танком Лебеденко.

### Двигатель и трансмиссия
Масса этой боевой машины приближалась к 192 тоннам, правда о двигателях, которые должны были передвигать столь тяжёлую батарею, информации не сохранилось.

### Ходовая часть
О том, какие подвижность и мобильность должны были быть у САУ, практически ничего неизвестно. Вероятно, что вследствие её огромной массы её скорость была бы очень низкой (ниже, чем у САУ Дриженко).

## Оценка проекта
Весной 1917 года комиссия ГВТУ рассмотрела проект Навроцкого, но до практической реализации дело не дошло. Вполне естественно, что масса вопросов возникала при определении динамических характеристик этой САУ и её эксплуатационных возможностях. Кроме того, ходовая часть «лафетного» типа уже успела доказать свою полную несостоятельность, а её огромные размеры делали из «подвижной батареи» отличную мишень. В целом же, воплощение такой конструкции в металле, казалось неоправданно рискованным предприятием, ввиду сомнительных боевых характеристик, малой подвижности и высокой уязвимости машины.
Тем не менее, подобные проекты и их рассмотрение показывали, что у Русской императорской армии был интерес к бронетехнике и её созданию, но не всегда передовые проекты оказывались оценёнными по достоинству.